# Michail Leonťjevič Mil
Michail Leonťjevič Mil (rusky Михаил Леонтьевич Миль; 22. listopadu 1909 v Irkutsku – 31. ledna 1970 v Moskvě) byl zakladatel a hlavní konstruktér sovětské konstrukční kanceláře Mil (tovární prefix Mi), celosvětově proslulé zejména výrobou vrtulníků.

## Odkazy

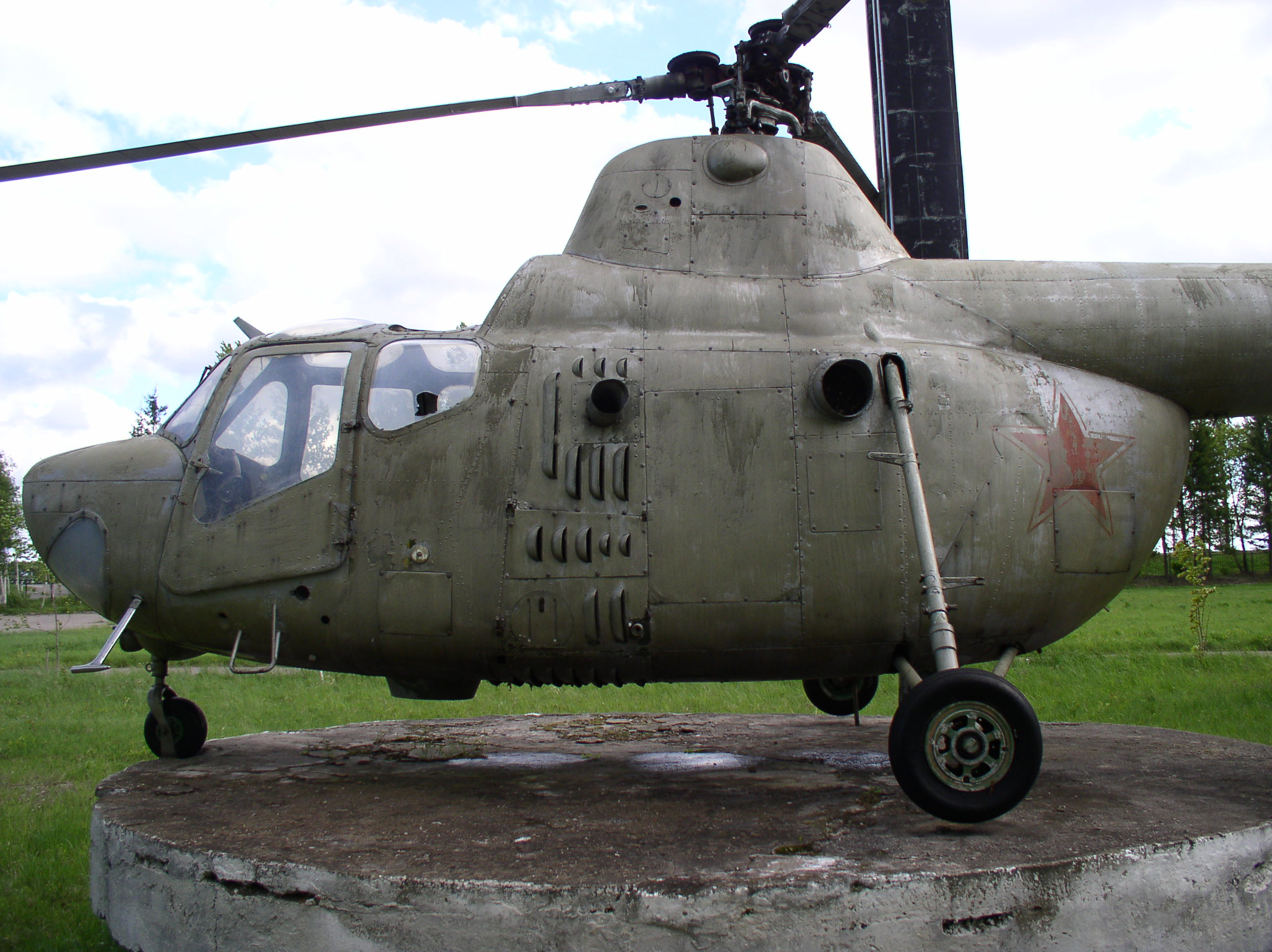
Mil Mi-1, první sériově vyráběný vrtulník v Sovětském svazu

## Životopis

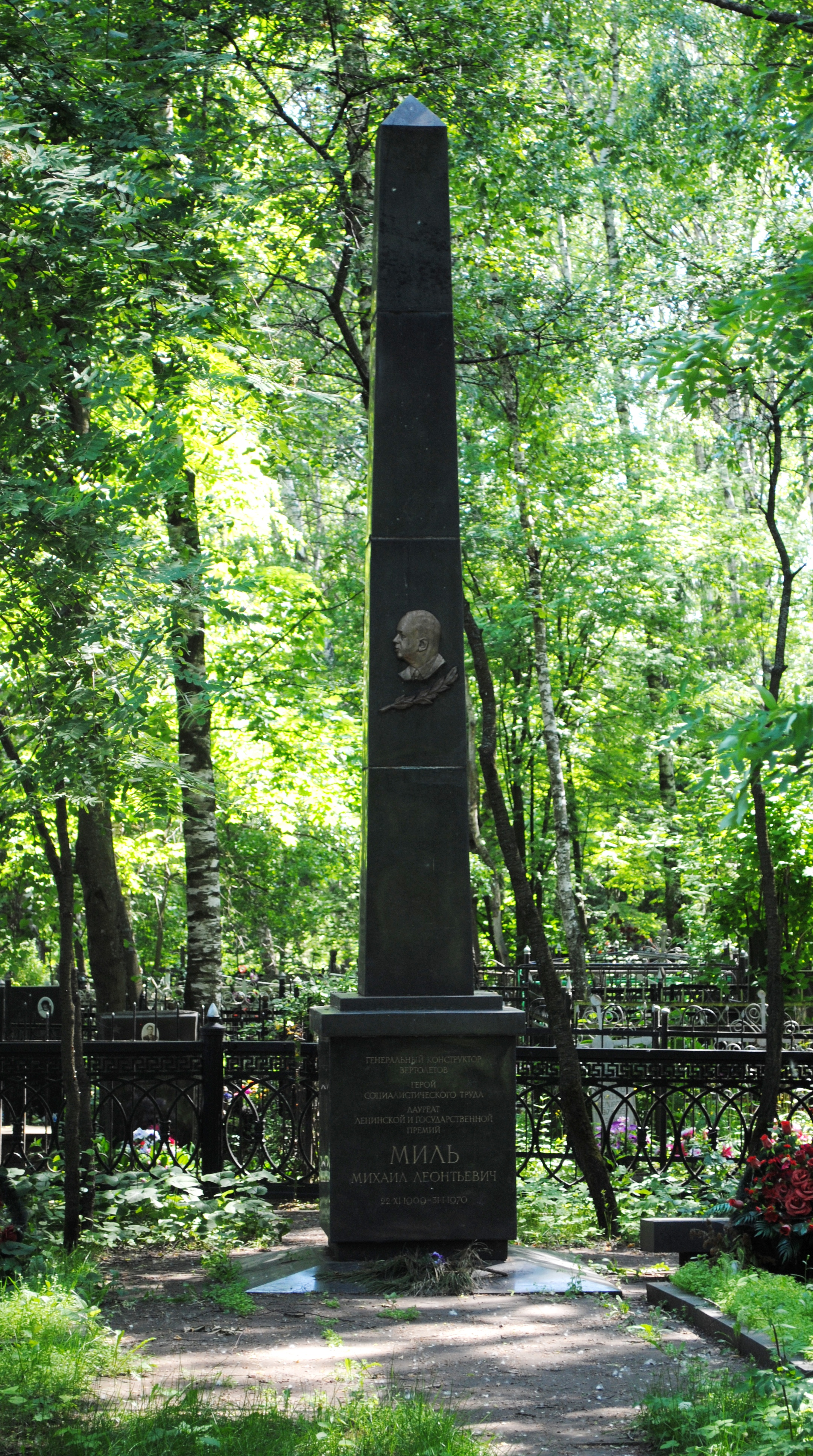
Pomník M. L. Mila

Michail Leonťjevič Mil se narodil v Irkutsku v židovské rodině střední třídy. Jeho otec byl zaměstnancem Transsibiřské magistrály, matka byla zubařkou. Mladý Mil ve věku 12 let získal svou první cenu za model kluzáku. V roce 1926 byl přijat na Sibiřský technologický institut v Tomsku (rusky Сибирский технологический институт). Zde ale nemohl studovat obor letectví a tak přestoupil v roce 1928 na Donský polytechnický institut v Novočerkassku, kde se mohl věnovat studiu aviatiky. Oženil se se spolužačkou P. G. Ruděnkovou a měl s ní 4 dcery a 1 syna.
V roce 1929 začal pracovat Nikolaj Iljič Kamov společně s Nikolajem Kirillovičem Skržinským na projektu autogyry s kloubovým rotorem KASKR-1 (zkratka KAmov-SKRžinskij). Mezi členy týmu KASKR patřil tou dobou i student Michail Leonťjevič Mil. V roce 1940 byl založen na letišti Podosinki poblíž železniční stanice Uchtomskaja Závod č. 290, první konstrukční kancelář v SSSR specializovaná na produkci autogyr. Autor myšlenky N. I. Kamov se stal hlavním konstruktérem a vedoucím mužem, M. L. Mil byl ustanoven jeho zástupcem.
Po vypuknutí druhé světové války bojoval Mil roku 1941 v Rudé armádě na východní frontě blízko Jelnyje. V roce 1943 byl z bojů stažen a povolán k leteckému výzkumu. Úkolem bylo zlepšit stabilitu a ovládání vojenských letadel. Dokončil disertační práci a v roce 1947 převzal vedení vrtulníkového oddělení v CAGI (Centrální aerohydrodynamický institut), které se záhy transformovalo v Moskevský vrtulníkový závod M. L. Mila.
Stroje vyrobené pod Milovým vedením ustanovily mnoho domácích i světových rekordů. Podílel se např. na konstrukci vrtulníků Mi-1, Mi-2, Mi-4, Mi-6, Mi-8, Mi-10, V-12. Poruchovost posledně jmenovaného stroje (V-12) měla nepříznivý dopad na konstruktérovo zdraví a byla příčinou jeho předčasné smrti.[zdroj?] Michail Leonťjevič Mil zemřel v lednu 1970 v Moskvě a byl pochován na hřbitově Judinskoje poblíž Moskvy.